# Mochlus mabuiiforme
Espèce
Synonymes
- Riopa mabuiiformis Loveridge, 1935
- Lygosoma mabuiiforme (Loveridge, 1935)

Mochlus mabuiiforme est une espèce de sauriens de la famille des Scincidae.

## Répartition
Cette espèce se rencontre dans le sud de la Somalie et au Kenya.

## Publication originale
- Loveridge, 1935 : Scientific results of an expedition to rain forest regions in Eastern Africa. I. New reptiles and amphibians from East Africa. Bulletin of the Museum of Comparative Zoology at Harvard College, no 79, p. 1-19 (texte intégral).